# アリエル (ディズニーキャラクター)
アリエル（Ariel）は、ウォルト・ディズニー・ピクチャーズのアニメーション映画『リトル・マーメイド』（1989年）に登場する架空のキャラクター。声はジョディ・ベンソンが担当している。アリエルは、アトランティカと呼ばれる海底のマーフォーク王国のトリトン王とアテナ女王の末娘である。反抗的な性格で、第1作では人間界に憧れを持つ。難破船から助けたエリック王子と結婚し、娘のメロディをもうける。
アリエルは、ハンス・クリスチャン・アンデルセンが1837年に発表した童話『人魚姫』の主人公を基にしているが、1989年のアニメ映画化では別の性格に発展した。批評家からは賛否両論の評価を受けており、『タイム』などでは、エリックに尽くしすぎるという批判がある一方、『エンパイア』などでは、これまでのディズニープリンセスの役柄とは一線を画す反抗的な性格が評価されている。2023年の実写映画版ではハリー・ベイリーがアリエルを演じている。

## 製作
アリエルは、ハンス・クリスチャン・アンデルセンの『人魚姫』の主人公を基にしているが、共同監督で脚本家のロン・クレメンツは、原作は悲劇的すぎると感じ、キャラクターを書き直した結果、アリエルが誕生した。
舞台女優として活躍していたジョディ・ベンソンがアリエルの声優に抜擢されたのは、監督たちが「歌声と話し声を同じ人が担当することが本当に重要だ」と考えたからだ。クレメンツは、ベンソンの声には独特の「甘さ」と「若さ」があると述べた。「パート・オブ・ユア・ワールド」をレコーディングする際、ベンソンはスタジオの照明を暗くして、まるで海の底にいるような感じを出すように頼んだ。ソングライターのハワード・アッシュマンが「I Want」と呼んでいた「パート・オブ・ユア・ワールド」は、当初、ジェフリー・カッツェンバーグがストーリーをスローダウンさせるという理由で、最終的な映画からはカットされる予定だったが、アッシュマンとキーンはこの曲を残すために争った。

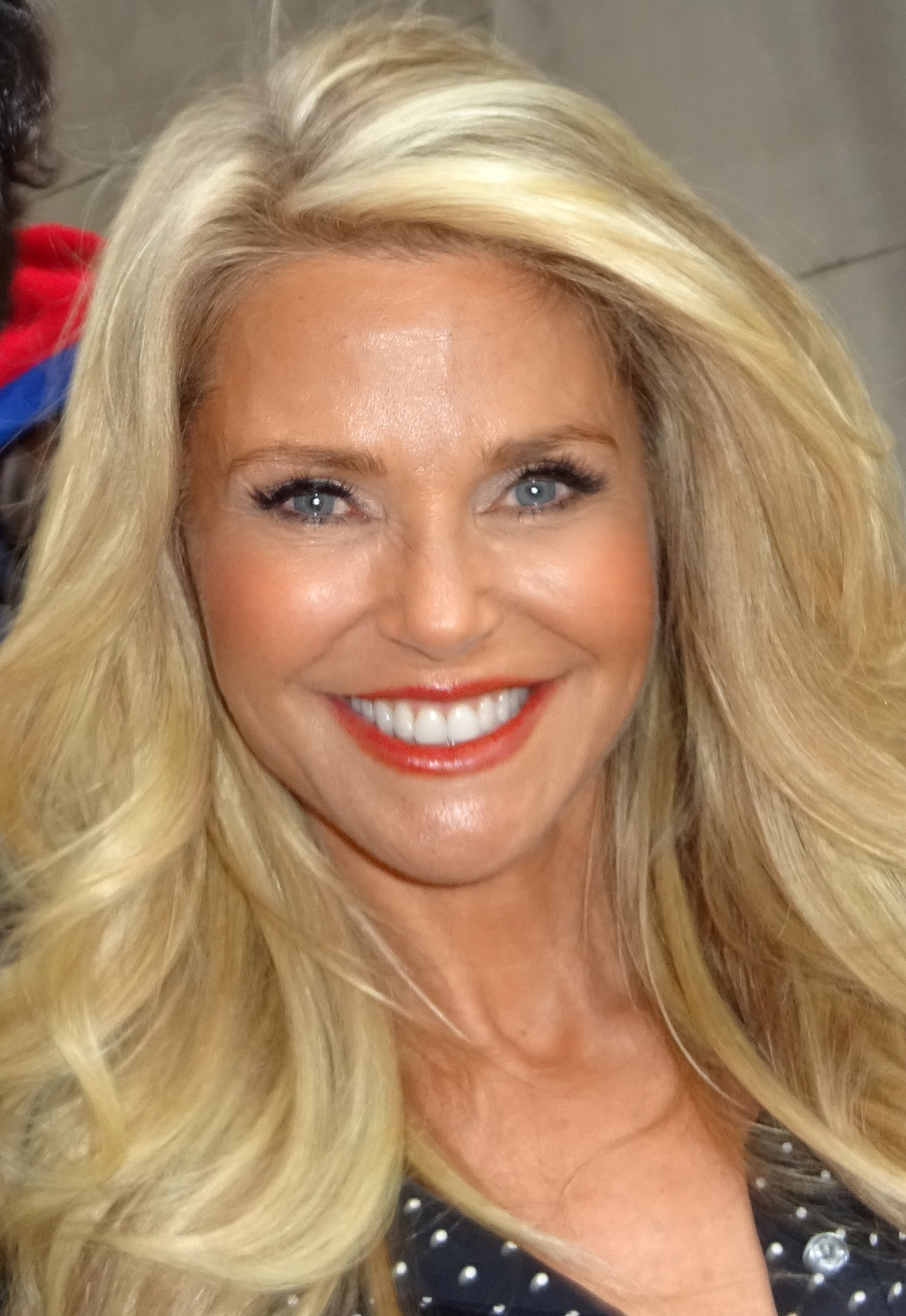
アリエルの外見の基となったクリスティ・ブリンクリー

アリエルのオリジナル・デザインは、アニメーターのグレン・キーンによって製作された。彼女の外見は、クリスティ・ブリンクリー、アリッサ・ミラノ（当時16歳で、ディズニー・チャンネルでメイキング映像の司会を務めていた）、モデルでコメディアンのシェリー・ストーナーなど、多くのインスピレーション源に基づいている。彼女は後に『美女と野獣』のベル（ペイジ・オハラ）の実写リファレンスを担当することになる。アリエルの水中での髪の動きは、宇宙飛行士サリー・ライドの宇宙滞在中の映像を参考にした。さらに、プールで泳ぐストーナーを撮影し、アリエルの水中での動きを参考にした。
1989年の映画でアリエルをアニメーション化する際に課題となったのは、海中と陸上の両方で変化する環境の中でアリエルを表現するために必要な色彩で、アニメーターは衣装替えを除いて32色のモデルを必要とした。アリエルの人魚の尾の緑色は、ディズニーの塗料研究所が特別に調合したもので、この色はアリエルにちなんで「アリエル」と名付けられた。アリエルの髪の色を赤にしたことについては、製作者たちと、アリエルの髪をブロンドにしたいというスタジオの重役たちとの間で論争になった。赤はアリエルの緑のしっぽとのコントラストがよく、赤は黄色より黒くしやすいこと、ディズニーの実写部門であるタッチストーン・ピクチャーズが直近で公開した『スプラッシュ』ではブロンドの人魚が登場したことなどが指摘され、最終的にアリエルの赤はそのまま採用された。
ジョディ・ベンソンはインタビューの中で、『リトル・マーメイドIII はじまりの物語』のために、脚本家たちはアリエルがより現代的な文脈の中で妥当性を保てるように何度も脚本を修正したと述べた。ベンソンは、脚本家たちがアリエルのキャラクターを外れて書いていると彼らに文句を言い、彼女を原点に戻すよう提案した。

## 特徴
アリエルはトリトン王とアテナ女王の7人娘の末娘である。親友のフランダーや、彼女を監視することになった父の顧問セバスチャンと一緒にいることが多い。テレビシリーズや映画第1作では、アリエルは人間界に憧れを抱いており、人間の工芸品を探しに出かけては秘密の洞窟に飾っている。自由奔放なアリエルは、しばしば反抗的で、周囲を探索するために一人でさまよい歩き、父親やセバスチャンの命令に従わないことが多く、登場人物たちの間に対立を引き起こしている。1作目では、エリック王子と一緒になるためなら何でも厭わず、人間になるために声を捨てることさえ厭わないように描かれている。クレメンツは、彼女を典型的なティーンエイジャーで、判断ミスを犯しやすいと表現した。また、彼女はとてつもなく好奇心が強く、その好奇心はしばしば彼女を危険な状況へと導く。
テレビシリーズで描かれているように、アリエルはどんな境遇の人にも親切で思いやりがある。初期のエピソードでは、アリエルは悪い仲間に落ちた孤児の人魚の少年を助ける。別のエピソードでは、アリエルは不吉な生き物と仲良くなり、危害を加えることを望むアースラや他の人魚からその生き物を守る。アリエルは『リトル・マーメイドII Return to The Sea』で大人になって登場し、メロディという名の娘を出産して、母親になった最初の、そして現在唯一のディズニープリンセスとなる。アリエルは、1作目でトリトンがアリエルを守っていたように、娘を守っている。モルガナがアリエルとトリトン王を脅した後、エリック王子とアリエルは、モルガナや他の海の恐怖からメロディを守るため、宮殿の周りに壁を作る。それは彼女を守ったものの、彼女の好奇心を守ることはできなかった。『リトル・マーメイドIII はじまりの物語』は、ジョディ・ベンソンがアリエルのキャラクターを原点に戻すことを提唱した後、オリジナル映画そのままの性格を描いている。アリエルは再び、反抗的で自由な精神を持っており、父親がアトランティカで音楽を禁止した後、セバスチャンと彼のバンドと一緒に逃げ出す。

## 登場

### リトル・マーメイド
アリエルが初めて登場するのは『リトル・マーメイド』（1989年）で、冒険好きで人間の世界に興味津々な様子が描かれている。人魚は人間界との接触を禁じられているため、その魅力は父トリトン王と宮廷作曲家セバスチャンの両方を悩ませる。アリエルはフランダーと一緒に人間の物を探しに行き、それをスカットルというカモメのところへ持って行って鑑定してもらう。溺れているところを助けたエリック王子という人間の王子に恋をしたアリエルは、海の魔女アースラを訪ねる。アリエルは3日以内にエリック王子を彼女に恋させ、ロマンチックなキスをしなければならない。
アリエルは知らなかったが、この契約は、アリエルの父トリトン王を罠にかけ、魔法の三叉槍を盗み出そうというアースラの大きな計画の一部だった。変身したアリエルは、息ができなくなり、泳ぐこともできなくなった。セバスチャンとフランダーは彼女を海面に連れて行く。すぐにエリックに見つかり、彼の城に連れていかれる。アリエルは「真実の愛のキス」を手に入れそうになるが、アースラの卑劣な手段によって阻止される。2日目、アースラは人間に変身し、「ヴァネッサ」と名乗り、アリエルの声を使ってエリックを惑わし、3日目に結婚させる。スカットルからその女性が変身したアースラであることを聞いたアリエルは、結婚式を妨害して声を取り戻すが、アリエルとエリック王子がキスをしようとしたところで日が沈み、アリエルは人魚に戻ってしまう。本来の魔女の姿に戻ったアースラはアリエルを海に連れ帰り、そこでトリトン王とセバスチャンに出会う。
トリトンはアリエルと自分を交換し、アースラが彼の王冠を盗み、彼の三叉槍を要求できるようにする。その後の戦いで、アリエルは渦の底に閉じ込められる。アースラが彼女を殺す前に、エリックが廃船の破片でアースラを突き刺す。アースラが死んだ後、彼女の呪文は解け、トリトン王と人魚は普通の人魚に戻る。映画の最後、トリトン王が魔法の三叉槍でアリエルを人間に変身させると、彼女は海を出て人間界で暮らすようになる。彼女はエリックと結婚し、幸せに暮らす。

### テレビシリーズ
1992年から1994年にかけて放送された前日譚のテレビシリーズで、アリエルがセバスチャン、フランダー、父親とともに海中で人魚として生活する姿を描く。アリエルはこのシリーズの全31エピソードに登場し、第1作の前の不特定多数の時代を舞台にしている。アリエルの友人や家族との冒険が描かれ、時にはアリエルやアトランティカ王国に危害を加えようとする敵の企みを阻止する場面もある。
アリエルと父親の愛情や時折起こる対立、アリエルとフランダーやスカットルとの出会い、アリエルと姉妹の関係、アリエルが海の魔女アースラを怖がり避けるようになった時期など、映画に登場するさまざまなキャラクターとの関係が強調され、拡大されている。その他、アリエルの友人となる孤児の人魚、アーチンや無言の人魚ガブリエラ、アリエルの敵となる悪のマンタ、ロブスター・モブスター、ダ・シュリンプなど、繰り返し登場する新キャラクターも紹介されている。アリエルの母親は、このシリーズが始まる前にすでに亡くなっているため登場しないが、時折曖昧な表現で言及される。あるエピソードでアリエルは、『人魚姫』の作者ハンス・クリスチャン・アンデルセンが原始的な潜水艦で海中を旅しているところに出くわす。彼女はアンデルセンの命を救い、彼がこの物語を書くきっかけとなったというフィクションである。
このシリーズにはミュージカル仕立てのエピソードもあり、登場人物たちが歌うオリジナル曲が使われている。これらの曲の一部を収録したサウンドトラックが1992年に『スプラッシュ・ヒッツ』というタイトルで発売された。

### リトル・マーメイドII Return to The Sea
『リトル・マーメイドII Return to The Sea』（2000年）では、エリック王国の王女となったアリエルにメロディという娘が生まれる。トリトンの三叉槍を手に入れるために人質にしたメロディが、アースラの妹モルガナによって命を狙われたとき、アリエルと夫のエリックはメロディを海から遠ざけなければならないと決意する。そこでアリエルと夫のエリックは、城と海を隔てる大きな壁を作る。
しかし、メロディの海への愛はあまりにも強く、彼女はモルガナのもとを訪れ、一時的に人魚に変えられてしまう。トリトン王は、メロディを救い出すため、三叉の矛でアリエルを人魚の姿に戻す。モルガナはメロディを騙して、祖父トリトン王の三叉槍を奪う計画に参加させる。ペンギンのチップ、セイウチのダッシュとともにアトランティカに向かい、三叉槍を手に入れることに成功する。彼らが三叉槍を携えてモルガナのもとへ戻るとアリエルが現れ、メロディに三叉槍を返すよう説得する。するとモルガナは本心を明かす。彼女はメロディを人魚に変えた魔法が日没までに切れることを冷静に告げ、三叉槍の魔法を使って海を支配し、海面に上がってほくそ笑む。スカットル、トリトン、セバスチャン、エリックが到着し、モルガナとその手下たちとの戦いが始まる。日没後すぐにモルガナの呪文は消え、メロディは人間の姿に戻る。アリエルはエリックを縛って深みに引きずり込んだクロークとダガーから救い、メロディはなんとか三叉槍をつかんでトリトン王に返し、トリトン王はモルガナを罰し、氷の塊で凍った海の底に送る。
トリトンはアリエルを人間の姿に戻し、エリックの城と海を隔てる壁は取り壊され、人間と人魚の接触は回復する。

### リトル・マーメイドIII はじまりの物語
『リトル・マーメイドIII はじまりの物語』（2008年）のプロローグでは、幼い人魚のアリエルが、父のトリトン王、母のアテナ女王、6人の姉たちと幸せに暮らしている。アリエルと家族がラグーンでくつろいでいると、海賊船が近づいてきて、トリトンからもらったオルゴールを取り戻しに戻ったアテナ以外の全員が逃げ出し、船に押しつぶされて死んでしまう。その後、打ちひしがれたトリトン王はアトランティカからすべての音楽を追放し、オルゴールを海に投げ捨てる。アリエルと妹たちは音楽を忘れて育ち、家庭教師のマリーナ・デル・レイが強制する父親の厳しいルールの下で暮らす。
アリエルはフランダーと出会い、彼を追ってセバスチャンと彼のバンドが音楽を演奏する秘密の地下クラブに行く。そこで彼女は、愛と音楽に包まれた遠い過去と母を思い出す「アイ・リメンバー」を歌う。アリエルは妹たちをクラブに紹介するが、後をつけてきたマリーナのおかげで結局捕まってしまう。セバスチャンたちは投獄され、クラブはトリトンの命令で閉鎖される。トリトンと口論したアリエルは、バンドを脱獄させ、一緒に脱出する。
セバスチャンの助けを借りて母のオルゴールを見つけたアリエルは、それをトリトンに返すことにする。アトランティカに戻る途中、2人はマリーナに出会い、揉み合いになり、トリトンに目撃されたアリエルは意識を失う。アリエルは完全に回復し、反省したトリトンはアトランティカに音楽を戻すことを許可する。

## その他メディア

### タイアップ音楽アルバム
映画の公式サウンドトラックに加え、「セバスチャン・フロム・『リトル・マーメイド』」（1990年）と「『リトル・マーメイド』: ソング・フロム・ザ・シー」（1992年）の2枚のオリジナル・ミュージック・アルバムがウォルト・ディズニー・レコードから発売された。前者は主にセバスチャン役のサミュエル・E・ライトに焦点を当てたカバーアルバムで、アリエル役のジョディ・ベンソンがサポートボーカルを務めている。後者は、アリエルの海中での1日を描いたオリジナル曲のコンセプトアルバムである。

### 印刷媒体
アリエルは、フランチャイズの一環として発売された多くの印刷媒体に登場する。1994年にディズニー・プレスから出版された12冊の前日譚小説シリーズは、幼いアリエルが姉妹や父親と海中で暮らす冒険を描いている。そのタイトルは、スザンヌ・ウェイン著『緑色の目の真珠（Green-Eyed Pearl）』と『ネファジア、宮殿を訪れる（Nefazia Visits the Palace）』、マリリン・ケイ著『アルスルの反射（Reflections of Arsulu）』と『変わらぬ歌（The Same Old Song）』、M・J・カー著『アリスタの新しいボーイフレンド（Arista's New Boyfriend）』と『スパイのアリエル（Ariel the Spy）』、キャサリン・アップルゲート著『トリトン王、ご用心！（King Triton, Beware!）』、『お化けの宮殿（The Haunted Palace）』と『ボーイフレンドの取り違え（The Boyfriend Mix-Up）』、ステファニー・サンピエール著『実用的な冗談戦争（The Practical-Joke War）』、K・S・ロドリゲス著『コーラル・コーブのイルカたち（The Dolphins of Coral Cove）』、ジェス・クリストファー著『アラナの秘密の友達（Alana's Secret Friend）』である。
1992年、ディズニー・コミックスは、4巻からなる『リトル・マーメイド リミテッド・シリーズ』コミックブックを発売した。1994年、マーベル・コミックは独自のタイトル『ディズニー・リトル・マーメイド』を発表し、12巻にわたって発売した。
アリエルは、ディズニー・ヴィランズ・シリーズの一部であり、主に海の魔女アースラを描いた、セリーナ・ヴァレンティノによる2016年のヤングアダルト小説『ディズニー みんなが知らないリトル・マーメイド 嫌われ者の海の魔女アースラ（Poor Unfortunate Soul A Tale of the Sea Witch）』の脇役として登場する。また、リズ・ブラスウェルによる2018年のヤングアダルト小説『ゆがめられた世界 パート・オブ・ユア・ワールド』（ディズニー・ツイステッド・テイルズシリーズの一部で、アリエルがアースラとエリックの結婚式を止めることができなかった別世界を舞台にした作品）の主人公でもある。

### ディズニープリンセス
2000年、アリエルは、さまざまなディズニープリンセスを傘下に持つフランチャイズ「ディズニープリンセス」の正式メンバーとなった。アリエルは、同フランチャイズの立ち上げ当初に登場した8人のキャラクターのうちの1人である。このフランチャイズは若い女の子を対象としており、雑誌、音楽アルバム、玩具、ビデオゲーム、衣服、文房具を含むがこれらに限定されない様々な商品を扱っている。
このフランチャイズには、さまざまなプリンセスを主人公にした挿絵入りの小説があり、そのうちの2冊がアリエルを描いた『バースデー・サプライズ（The Birthday Surprise）』と『きらめく星のネックレス（The Shimmering Star Necklace）』である。どちらの小説もゲイル・ハーマンによって書かれ、アリエルが人間として、エリックの妻として、海の中の父親や姉妹たちとの親密な関係を保ちながら生きていくオリジナルストーリーが含まれている。『アリエルとアクアマリンの宝石（Ariel and the Aquamarine Jewel）』、『アリエルのドルフィン・アドベンチャー（Ariel's Dolphin Adventure）』、『アリエルのロイヤル・ウェディング（Ariel's Royal Wedding）』など、アリエルの人間としての生活を描いた短編もある。
ジョディ・ベンソンは、ディズニープリンセスの音楽アルバム、DVD、ビデオゲームに登場するアリエルの声を担当している。このフランチャイズのためにリリースされた最初のオリジナル曲は、シンデレラ、オーロラ、アリエル、ベル、ポカホンタス、ジャスミン、ムーランが一緒に歌う「イフ・ユー・キャン・ドリーム（If You Can Dream）」である。アリエルが登場する他のオリジナル曲は、『ディズニープリンセス・ティーパーティー』（2005年）の「紅茶のために着飾るのが好き（I Just Love Getting Dressed for Tea）」「マナーとエチケット（Manners and Etiquette）」「プリンセス・ダンス（The Princess Dance）」「ハッピーバースデー、プリンセス（Happy Birthday, Princess）」、『ディズニー・プリンセス・クリスマス・アルバム』（2009年）の「クリスマスがやってくる！（Christmas Is Coming!）」「海のクリスマス（Christmas in the Ocean）」「アリエルのクリスマス・アイランド（Ariel's Christmas Island）」「12日間のクリスマス（The Twelve Days of Christmas）」、『ディズニー・プリンセス・パーティー』（2010年）の「アリエルのシング・アロング・シー・ソング クラブ・ソング（Ariel's Sing-Along Sea Song the Crab Song）」などがある。

### ブロードウェイ・ミュージカル
アリエルが登場するのは、1989年の映画をブロードウェイで舞台化したもので、ラント＝フォンタン劇場で2007年11月3日からプレビューが行われ、2008年1月10日の初日を迎えた。このオリジナル作品は2009年8月30日に幕を閉じたが、その後、米国内外で上演が続いている。この舞台化でアリエルを演じたのはシエラ・ボーゲスで、その演技が評価され、ドラマ・デスク賞のミュージカル部門優秀女優賞にノミネートされた。アリエルの声優を務めたジョディ・ベンソンは、ミュージカルの初日に出席した。
水中のキャラクターを表現するため、俳優たちはヒーリーズの車輪付きシューズを履いた。アリエルと他の人魚を演じた俳優たちは、ワイヤーフレームのしっぽを腰につけていた。その後の作品では、アリエルと人魚は異なるデザインになっている。オランダと日本の作品では、ワイヤーワークと空中スタントを使って水中を泳いでいるような錯覚を演出している。

### ディズニー・パーク
アリエルはウォルト・ディズニー・パーク＆リゾートに定期的に登場し、そのほとんどに「アリエルのグロット」と呼ばれる特別な場所がある。「アリエルのグロット」は、ウォルト・ディズニー・ワールドのマジック・キングダムではファンタジーランドの拡張に伴い取り壊された。2023年5月、実写映画版のアリエルがディズニーパークに登場し始めた。『リトル・マーメイド』のミニランドは、マジック・キングダムのニュー・ファンタジーランドにある。エリック王子の城のレプリカ、ダークライド「リトル・マーメイド:アリエルのアンダーシー・アドベンチャー」、マーケット「エリック王子のヴィレッジ・マーケット」、「アリエルのグロット」などがある。アリエルは『ミッキーのフィルハーマジック』の主役であり、ディズニー・ハリウッド・スタジオと東京ディズニーシーで行われるライブ・ステージショーにも出演している。映画をベースにしたダークライドはディズニーランド・パリのためにデザインされたが、建設されることはなかった。ディズニー・カリフォルニア・アドベンチャーの大規模な拡張工事の一環として、「リトル・マーメイド:アリエルのアンダーシー・アドベンチャー」というアトラクションの再設計版が作られた。また、ディズニー・アート・オブ・アニメーション・リゾートにもアリエルのホテルがある。東京ディズニーシーには「マーメイドラグーン」というエリアがあり、『リトル・マーメイド』をテーマにした多くのアトラクションがある。ディズニー・カリフォルニア・アドベンチャーとマジック・キングダムにあるダークライドのクローンが、香港ディズニーランドのファンタジーランドの一部になる予定だったが、建設されなかった。東京ディズニーシーにもこのダークライドのクローンが作られる予定だったが、予算の関係で中止された。

### ビデオゲームとテレビ
映画が公開されて間もなく、マペットのクリエイターであるジム・ヘンソンは、『リトル・マーメイド・アイランド』というタイトルで、映画を基にしたショーを提案した。アリエルはマリエッタ・デプリマが演じ、ジム・ヘンソンのクリーチャー・ショップが制作したさまざまなパペット・キャラクターと共演する予定だった。このシリーズの2つのエピソードが撮影されたが、ヘンソンの訃報のため放送されなかった。
アリエルは、映画を原作としたさまざまなビデオゲームに登場する。第1作を映画化した2作（ファミコンとゲームボーイ用で『リトル・マーメイド』、セガコンソール用で『アリエル・ザ・リトル・マーメイド』として知られる）や、人気の『キングダム ハーツ』シリーズなどがある。初代『キングダム ハーツ』では、アリエルの物語は映画とは無関係のプロットとなっている。続編の『キングダム ハーツII』でもアリエルは登場し、そのストーリーは1989年の映画のプロットをゆるやかに追っている。『キングダム ハーツIII』でもアリエルはソラの召喚キャラクターとして登場する。

### ワンス・アポン・ア・タイム
実写版アリエルはABCのテレビシリーズ『ワンス・アポン・ア・タイム』に登場し、ジョアンナ・ガルシアが演じた。

### コンサート
2016年、ハリウッド・ボウルでは、映画からの楽曲とブロードウェイ・ミュージカルからの4曲をフィーチャーした、『リトル・マーメイド』のストリップダウン・コンサート・バージョンが上演された。サラ・バレリスはコンサートの最初の2夜（6月4日と5日）にアリエル役を演じ、6月6日の公演ではアリエルのオリジナル声優であるジョディ・ベンソンがその役を再演した。

### シュガー・ラッシュ:オンライン
2017年のD23 Expoで発表されたように、アリエルは他のディズニープリンセスたちとともに『シュガー・ラッシュ:オンライン』に登場した。

### リトル・マーメイド・ライブ!
2019年、ABCは、1989年の映画の映像に、映画とブロードウェイの舞台ミュージカルの楽曲の生演奏を織り交ぜた、生観客と共演するミュージカル・テレビ・スペシャルを放送した。この作品ではアウリイ・クラヴァーリョがアリエル役を演じ、ジョディ・ベンソンがショーを紹介した。

### 実写映画化作品
2016年5月、『デッドライン・ハリウッド』は、ディズニーが同作の実写化に向けて初期開発を進めていると報じた。2019年、アリエル役の主演にハリー・ベイリーがキャスティングされた。映画は2023年5月26日に公開された。

### LEGO ディズニープリンセス：お城の冒険
アリエルは、2023年8月18日にDisney+でリリースされたレゴのアニメスペシャル『LEGO ディズニープリンセス：お城の冒険』にメインキャラクターの一人として登場する。

## 評価
アリエルは、批評家からはさまざまな評価を受けている。『シカゴ・サンタイムズ』のロジャー・イーバートは、「アリエルは、彼女の運命を決定する間、受動的にぶらつくのではなく、自立的に考え、行動し、反抗的でさえある、完全に実現された女性キャラクターである」と書き、アリエルを賞賛した。『リールビュー』のジェームズ・ベルナルデリは、「アリエルは将来のディズニーのヒーローやヒロインのテンプレートとして見ることができる」と書いた。彼はまた、ジョディ・ベンソンのキャラクターに対するボーカル・パフォーマンスを賞賛した。『エンパイア』のリーバイ・ブキャナンは、「アリエルはパワフルで自立している」と述べた。『ニューヨーク・タイムズ』のジャネット・マスリンは、「ティーンエイジャーはこの物語の反抗的なヒロインを高く評価するだろう」と褒め、さらにアリエルのウィットを称賛した。『シネマ・ブレンド』のジョシュ・タイラーは、アリエルについて好意的に書いているが、彼はアリエルのキャラクターがエロティックになっていると考え、「アースラが彼女の喉を裂き、腰から下の部分を極端に裸にするシーンは、ほとんどゾクゾクするようなものだが、小さな子供たちにはまったく無邪気に見えるだろう」と述べた。同様に、レビュアーのジョン・プッチオは、「アリエルはおそらく、ディズニーのアーティストが描いたアニメキャラクターの中で最もセクシーな姿をしている」と述べた。『DVDタウン』のジェームス・プラスは、『リトル・マーメイドIII はじまりの物語』の批評で、「小さな女の子にとって、アリエルはディズニープリンセスの中でも最も愛されているキャラクターの一人であり、親にとっても温かい心の拠り所となっている」と書いた。『フィルム・スレット』のロリー・アロンスキーは、『リトル・マーメイドIII はじまりの物語』でのジョディ・ベンソンのヴォーカル・パフォーマンスを賞賛し、「ベンソンは、年配のファンや、アリエルのことを知ったばかりの若い女の子たち、そして間違いなくアリエルに愛着を持つようになるであろうまだ生まれていない世代に、アリエルの魅力をさらに加え、フランチャイズの存続を確実なものにしている」と書いた。
『TVガイド』のスタッフは、『リトル・マーメイド』の批評の中で、「アリエルは砂時計のような体型と貝殻のブラジャーを身に着けているにもかかわらず、髪が長く、変性したバービー人形に似ている」と書いた。『タイム』のタマラ・ウェストンは、「アリエルは過去のディズニープリンセスたちよりも受動的でなく、意志も強いが、それでも映画のクライマックスで彼女を助けに来る男と一緒にいるために自分の声をあきらめる」と書いた。『ワシントン・ポスト』のハル・ヒンソンは、「アリエルの幻滅と別世界への憧れの感情に子供たちが共感するのは難しいだろうし、あまり個性がない」と書いた。しかし、アリエルについては、「爽やかで、自分が何を望んでいるのか、それを追い求めるための資源を持っているヒロインを見ることができた」と肯定的な意見も書いた。コモン・センス・メディアのネル・ミノウは、アリエルを「冒険好きで、反抗的で、勇敢だ」と称賛する一方で、「海の魔女への信頼が愛する人たちを危険にさらしているにもかかわらず、愛のために家族、家、声などすべてを放棄している」と批判した。『ザ・スター』のダフネ・リーは、アリエルを「鬱陶しい」と呼び、さらに「何も知らない男のために声も家族も捨てる愚かな少女だ」と述べた。
ディズニー・アニメーションの会長ジェフリー・カッツェンバーグ（当時）が、次のディズニー童話映画『美女と野獣』に「フェミニスト的なひねり」を加え、ひいてはこの映画の女性主人公ベルをフェミニストにすることを決定し、さらにこの映画のメイン脚本家としてリンダ・ウールヴァートンを起用したのは、アリエルに関するこのような最初の否定的な評価の結果が大きかった。赤毛、ラベンダー色の貝殻、緑色の尻尾という特異な色の組み合わせによって、アリエルは明確に識別できる。インターネット・ムービー・データベースの世論調査では、アリエルはジェシカ・ラビットに次いで2番目に魅力的なアニメキャラクターとされている。2011年8月、ジョディ・ベンソンは、アリエル役とディズニーでの他のプロジェクトが評価され、ディズニー・レジェンドとして表彰された。ベルは今でもディズニー初の真のフェミニスト・プリンセスとして評価され、賞賛されているが、ファンや批評家たちは、アリエルは独立願望が強く、映画の中で王子の命を救った最初のディズニープリンセスだからだと述べている。
2023年の映画でアリエルを演じたハリー・ベイリーの演技は、批評家から概ね好評だった。『エンターテインメント・ウィークリー』のモーリーン・リー・レンカーは、ベイリーの演技を「息をのむような美しさ」と評し、同時に「彼女の人間味あふれる演技に、恋しないわけにはいかない。彼女のアリエルは、片思いの激情的なティーンエイジャーというより、開花しつつある好奇心旺盛な若い女性だ」と評した。ベイリーが歌った「パート・オブ・ユア・ワールド」について、リー・レンカーは「すでに名曲であるこの曲を、未知の海の生物のように別世界のものに変身させた」と書いた。『バラエティ』のピーター・デブルージュは、「ハリー・ベイリーこそ、ディズニーがこの名作を再演することを正当化するために、観客が必要とするすべての理由である」と述べた。『USAトゥデイ』のブライアン・トゥルイットは、「ハリー・ベイリーが、水面探検を夢見る純朴な水中の若者を見事に演じ、この作品を盛り上げている」と書いた。『トータルフィルム』のモリー・エドワーズは、ベイリーが「完璧な演技をした」と書き、「アリエルとして輝いている」と付け加えた。『シアトル・タイムズ』のモイラ・マクドナルドは、ベイリーの演技を絶賛し、「彼女の歌声は甘さと力強さを兼ね備えており、その笑顔は夢が踊るようなものだ」と述べた。
年2回開催される「アリエル・コン」というコンベンションは、アリエルに捧げられたものである。アリエルは、環境防衛、国立海洋保護区、アメリカ海洋大気庁による「Keep Our Oceans Clean」キャンペーンの公式アンバサダーである。2007年以降、ディズニーは「ディズニー・ドリームス・ポートレイト」という広告キャンペーンを展開し、セレブリティがさまざまなディズニー・キャラクターに扮し、アニー・リーボヴィッツが撮影した。ジュリアン・ムーアはこのキャンペーンのためにアリエル役で撮影された。
「ヒップスター・アリエル」は、フォトショップで加工した眼鏡をかけたアリエルのスクリーンショットにユーモラスなキャプションを添え、インターネット上で人気のミームとなった。「ヒップスター・アリエル」というミームの人気は、ファンコが「ヒップスター・ディズニー・プリンセス」というミームを基にしたファンコ・ポップ・フィギュアのラインナップを作るきっかけにもなった。アリエルの特徴的な外見は、コスプレイベントやコンテストの対象にもなっている。